# Domizio Calderini

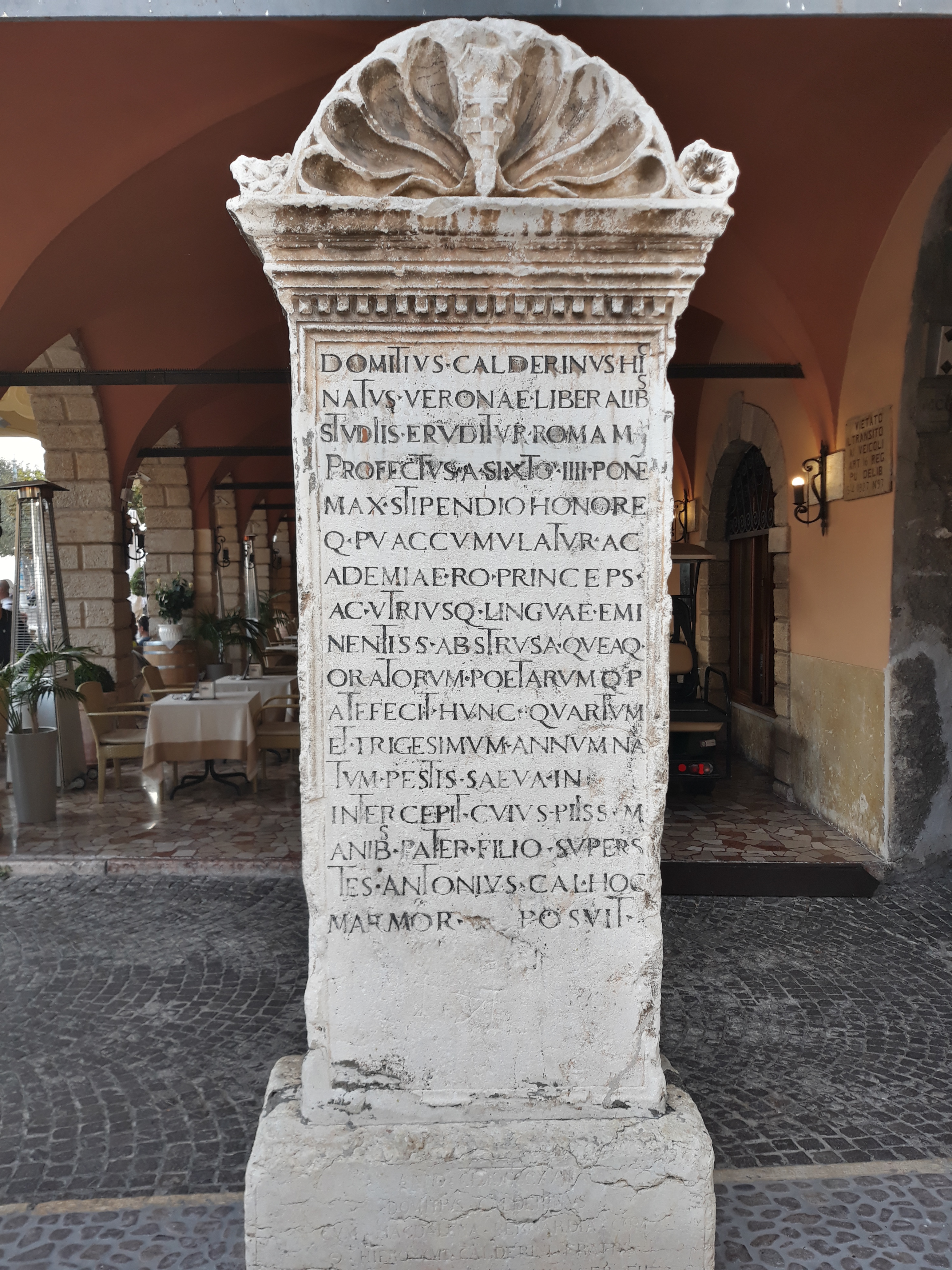
Gedenksteen voor Domizio Calderini in Torri del Benaco, in de provincie Verona aan het Gardameer gelegen

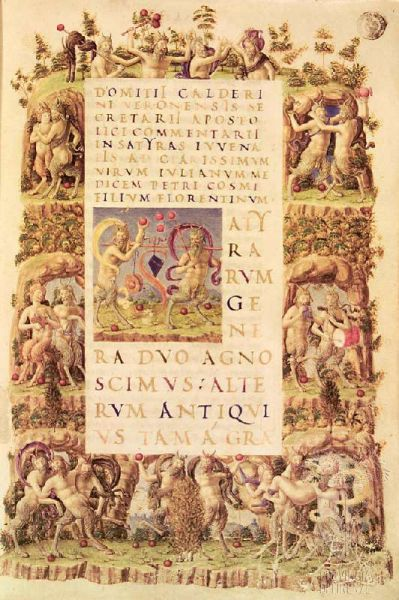
Commentaar over de Romeinse dichter Juvenalis

Domizio Calderini of Calderino (Torri del Benaco, 1446 – Rome, 1478) was een humanist uit de republiek Venetië en als hoogleraar klassieke talen werkzaam aan de pauselijke universiteit in Rome in de Pauselijke Staat. Hij becommentarieerde hoofdzakelijk Latijnse auteurs en vertaalde daarnaast van het Oudgrieks naar het Latijn. 

## Levensloop
Calderini werd geboren in Torri del Benaco in de stadstaat Verona dat deel uitmaakte van de republiek Venetië. Zijn ouders waren Antonio Calderini en Margherita Pase di Torre; zijn vader was de notaris voor de Gardesana dell’Acqua, de douanepost der Venetianen op het Gardameer. De ambtswoning waar de familie Calderini woonde, was gelegen tussen de kerk van de Heilige Drie-eenheid en het Gardameer. Tot 1700 werd deze wijk van Torri del Benaco genoemd contrada dei Calderini of ‘domein van de familie Calderini’.
Calderini studeerde Artes Liberales aan de kapittelschool van Verona, gevolgd door een voortgezette studie klassieke talen bij Antonio Broianica in Verona. In 1465 studeerde hij verder in de hoofdstad Venetië in de Latijnse school van de befaamde leraar Benedetto Brugnoli.
Paus Paulus II trok hem aan om in Rome hoogleraar klassieke talen te worden aan de pauselijke universiteit. Naast les geven publiceerde Calderini en dit vanaf 1470. Paulus’ opvolger, Sixtus IV, behield Calderini in het ambt en benoemde hem bovendien tot apostolisch secretaris. In deze functie vergezelde Calderini de kardinaal-nepoot Giuliano della Rovere, de latere paus Julius II, op een missie naar Avignon, een stad onder pauselijk bestuur. Het doel was het morrende volk in Avignon gerust te stellen.
Aan de leeftijd van 33 jaar stierf Calderini aan de pest die in het jaar 1478 Rome teisterde. Hetzelfde jaar liet zijn vader een gedenksteen plaatsen op het marktplein van Torri del Benaco, een plein dat later hernoemd werd Piazza Calderini. De gedenksteen is eigenlijk een stèle en bevat vooraan en achteraan inscripties. De ene zijde is geschreven door vader Calderini en de andere zijde door Angelo Poliziano. Poliziano was in Rome een tegenstander geweest van Calderini’s oeuvre maar schreef na het overlijden deze tekst op de gedenksteen tijdens een reis naar Torri del Benaco.

## Werken
- Calderini becommentarieerde het werk van de volgende Romeinse dichters: Vergilius, Juvenalis, Martialis, Propertius en Statius.
- Zelf dichtte hij ook in het Latijn.
- Uit het Oudgrieks vertaalde hij naar het Latijn: 
  - de eerste twee boeken van de Beschrijving van Griekenland door de Griekstalige auteur in het Romeinse Rijk Pausanias
  - de tabellen uit Geographia van Ptolemaeus, een andere Griekstalige auteur in het Romeinse Rijk. Deze vertaling deed hij op bevel van paus Sixtus IV.
- Hij schreef in het Latijn een essay over rechtspraak, over wiskunde en over Trebisonda, een Byzantijns auteur.